# Albert Toussaint
Albert Jean ("Abby") Toussaint (Mersch, 10 augustus 1976) is een Luxemburgs voormalig voetbalscheidsrechter. Hij was in dienst van FIFA en UEFA tussen 2005 en 2010. Ook leidde hij tot 2010 wedstrijden in de Nationaldivisioun.
In Europees verband debuteerde Toussaint op 13 juli 2006 tijdens een wedstrijd tussen FK Ameri en FC Banants in de eerste voorronde van de UEFA Cup; het eindigde in 0–1 en hij trok tweemaal de gele kaart. Zijn eerste interland floot hij op 6 juni 2007, toen Kazachstan met 1–1 gelijkspeelde tegen Azerbeidzjan. Vüqar Nadirov opende namens dat land de score, waarna Roeslan Baltiev gelijkmaakte voor Kazachstan. Tijdens deze wedstrijd deelde Toussaint een gele en een rode kaart uit.

## Interlands
| Datum            | Plaats                    | Wedstrijd                 | Uitslag | Competitie           | Kreeg geel | Kreeg voor de tweede keer geel en dus rood | Weggestuurd |
| ---------------- | ------------------------- | ------------------------- | ------- | -------------------- | ---------- | ------------------------------------------ | ----------- |
| 6 juni 2007      | Almaty, Kazachstan        | Kazachstan – Azerbeidzjan | 1 – 1   | EK 2008 kwalificatie | 1          | 0                                          | 1           |
| 27 mei 2008      | Podgorica, Montenegro     | Montenegro – Kazachstan   | 3 – 0   | Vriendschappelijk    | 2          | 0                                          | 0           |
| 9 september 2009 | Andorra la Vella, Andorra | Andorra – Kazachstan      | 1 – 3   | WK 2010 kwalificatie | 5          | 0                                          | 0           |
| 14 november 2009 | Belfast, Noord-Ierland    | Noord-Ierland – Servië    | 0 – 1   | Vriendschappelijk    | 0          | 0                                          | 0           |
| 3 september 2010 | Tórshavn, Faeröer         | Faeröer – Servië          | 0 – 3   | EK 2012 kwalificatie | 2          | 0                                          | 0           |